# Замок Ле-Бо
Замок Ле-Бо (фр. château des Baux) — средневековая крепость в Южном Провансе (ныне руины). Вместе с расположенной чуть ниже по склону деревней Бо-де-Прованс является одной из главных достопримечательностей Прованса.
Впервые упоминается в хартии 981 года как castrum Balcium. Был цитаделью одного из самых могущественных феодальных родов Прованса, получивших по названию замка фамилию де Бо. Построен на одной из скал на юго-западной оконечности Альпилльской возвышенности, в период, когда ослабление королевской власти в Провансе во времена Конрада Тихого и Родульфа III привело к массовому возведению замков местными феодалами.
Выгодное расположение крепости позволяло дому де Бо держать под контролем угол, образуемый слиянием Роны и Дюранса, дороги, ведущие с юга и востока к Тараскону и Арлю, а также равнину между Альпиллами и Средиземным морем (которое в хорошую погоду можно увидеть из замка).
Располагаясь на высокой скале, замок Бо был неприступен для средневековых осадных орудий, и овладеть им можно было только измором.
В конце XIV века во время гражданской войны в Провансе в замке укрепился Раймонд де Тюренн, опекун Алисы де Бо, последней представительницы старшей линии рода. Тюренн вёл непримиримую борьбу с графами Прованса из Анжуйской ветви дома Валуа и в 1393 году выдержал в этом замке осаду.
После смерти Алисы де Бо граф Прованса Людовик III Анжуйский в 1427 году захватил замок Бо и присоединил к своим владениям. В 1481 году вместе с графством Прованс замок отошёл к французской короне.
В 1513 году Людовик XII назначил губернатора региона с титулом барона де Бо. В 1528—1567 годах эту должность занимал коннетабль Франции Анн де Монморанси. Самим замком управляли капитаны с титулом вигье. В эпоху Религиозных войн во Франции замок стал одним из укреплений гугенотов. После подавления кальвинистского мятежа замок был разрушен в 1632 году по приказу кардинала Ришельё.
В 1904 получил статус исторического памятника. В настоящее время в экспозиции замка представлены полномасштабные копии средневековых осадных орудий, в том числе крупнейшая в Европе действующая модель требушета.